# Saku Mäenalanen
Saku Petteri Mäenalanen, född 29 maj 1994 i Torneå, är en finländsk professionell ishockeyforward som spelar för Oulun Kärpät i Liiga. Han har tidigare spelat för Pelicans i Liiga, Carolina Hurricanes i NHL, Charlotte Checkers i AHL och Jokerit i KHL.
Mäenalanen draftades i femte rundan i 2013 års draft av Nashville Predators som 125:e spelare totalt.
Mäenalanen ingick i det finländska landslag som vann den olympiska ishockeyturneringen 2022 i Peking.